# Axel Roos
Axel Roos (Thaleischweiler-Fröschen, 19 agosto 1964) è un ex calciatore tedesco, di ruolo centrocampista.

## Carriera
Ha espletato la sua intera carriera professionistica nelle file del Kaiserslautern, dove è rimasto per diciassette stagioni.
Vince la Coppa di Germania 1989-1990 e poi nella stagione 1990-1991 partecipa alla vittoria della Bundesliga e poi della successiva Supercoppa di Germania.
Nel 1996 conquista la sua seconda Coppa di Germania retrocedendo dalla Bundesliga. L'anno seguente fa parte della formazione che vince la Zweite Bundesliga e poi nel 1998 è tra i titolari nel gruppo che, da neopromosso, vince la Bundesliga.
Appende le scarpe al chiodo nel 2001.

## Palmarès

### Club
- Coppa di Germania: 2

Kaiserslautern: 1989-1990, 1995-1996
- Campionato tedesco: 2

Kaiserslautern: 1990-1991, 1997-1998
- Supercoppa di Germania: 1

Kaiserslautern: 1991
- Zweite Bundesliga: 1

Kaiserslautern: 1996-1997